# Camilo Torres
Camilo Torres Restrepo (Bogotá, 3 de fevereiro de 1929 — San Vicente de Chucurí, Santander, 15 de fevereiro de 1966) foi um padre católico e guerrilheiro colombiano.

## Biografia
Camilo Torres foi um sacerdote católico colombiano, pioneiro da Teologia da Libertação, co-fundador da primeira Faculdade de Sociologia da América Latina e membro do grupo guerrilheiro Exército de Libertação Nacional (ELN). Promoveu o diálogo e o sincretismo entre Marxismo e Catolicismo. Para Camilo, o cristianismo bem entendido supunha a criação de uma sociedade justa e igualitária. Isto o traduz como a obrigação de fazer uma profunda revolução, que despojaria do poder aos ricos e donos (a oligarquia), para dar-lhe passo a uma sociedade socialista.
Filho do médico Calixto Torres Umanã e de Isabel Restrepo Gaviria. Estudou no Colégio Alemão e no Liceu Cervantes em Bogotá. Ingressou na Faculdade de Direito da Universidade Nacional em Bogotá.
Quando jovem, teve contato com padre dominicanos franceses. No Seminário Teológico de Bogotá começou a se interessar por questões como a pobreza e a injustiça social.
Camilo foi ordenado sacerdote em 1954. Em seguida, viajou a Bélgica para estudar sociologia na Universidade de Lovaina. Durante sua estadia na Europa, travou contato com a Democracia Cristã, com o movimento sindical cristão e com grupos de resistência argelina em Paris, fatores que o levaram a se aproximar da causa dos oprimidos. Na França, teve contato com o padre Abbé Pierre.Fundou, com um grupo de estudantes colombianos da universidade, o ECISE (Equipe Colombiana de Investigação Socioeconômica) e o Movimento Universitário de Promoção Comunal (MUNIPROC), onde desenvolveu trabalhos de investigação e de ação social em bairros populares. Isso resultou na elaboração de um estudo sobre "A proletarização de Bogotá", que foi uma obra pioneira na sociologia urbana da América Latina. Outro aspecto do pensamento de Camilo era procurar vincular a doutrina social da igreja com a busca de um 'amor eficaz'.
Em 1959, retornou a Bogotá e foi nomeado capelão da Universidade Nacional. Desde 1960 na Universidade Nacional, junto com Orlando Fals Borda, Darío Botero e outras personalidades, fundou a Faculdade de Sociologia, à que esteve vinculado como professor, até que o Cardeal Concha Córdoba não aprovou seu labor e destituiu a ele como capelão, e das atividades acadêmicas da Universidade. Pelo que em 1965 abandonou o sacerdócio e dedicou-se completamente à atividade política revolucionária. Nessa época Camilo ajudou a fundar as "Juntas de Ação Comunitária", que hoje são um movimento efetivo da organização e administração cidadãs em bairros populares em toda a Colômbia.
Após constituir a Frente Unida do Povo, em 1965, organização que convocou importantes manifestações e atos, contatou o Exército de Liberação Nacional com quem acordou a continuação da agitação política nas cidades, e seu posterior ingresso na organização.
Em 15 de fevereiro de 1966, Camilo Torres morreu em seu primeiro combate com a força pública, em Patio Cemento, Santander (Colômbia). O seu corpo foi enterrado em um lugar secreto, a fim de não dar um lugar de culta a figura do padre guerrilheiro.
No início de 2016, o ELN, através da sua conta no Twitter, pediu ao governo a entrega dos restos mortais de Camilo, como um "gesto" para o início dos diálogos de paz, e à Igreja Católica que restituísse simbolicamente seu estado sacerdotal.
Apenas 17 dias depois do pedido, foi revelado o lugar onde Camilo fora enterrado. Dario de Jesús Monsalve, Arcebispo de Cali, que faz parte de uma comissão eclesiástica autorizada a mediar com o ELN, declarou que a recuperação dos restos mortais de Camilo Torres é um sinal de reconciliação.
O bispo Luís Augusto Castro, presidente da Conferência Episcopal Colombiana, disse que iria estudar a questão da restituição do status sacerdotal.
Camilo Torres é considerado um precursor da Teologia da Libertação.

## Obras
Diversas canções foram dedicadas ou fazem referência à Camilo Torres, tais como:
1. "Cruz de Luz", do uruguaio Daniel Viglietti e popularizada pelo chileno Víctor Jara e pela costa-riquenha, que fez carreira no México, Chavela Vargas;
2. "Camilo Torres", do cubano Carlos Puebla;
3. "Cura y Guerrillero", do mexicano José de Molina;
4. "Dispersos" e "Dios se lo cobre", do venezuelano Ali Primera, que fazem referência à Camilo em alguns versos;
5. "A Camilo Torres", do grupo uruguaio "Los Olimareños".[12]